# Giorgos Mylonas
Giorgos Mylonas (griechisch Γιώργος Μυλωνάς, * 2. März 1959 in Serres) ist einer der bedeutendsten Industriellen Griechenlands. Er wurde einer breiten Öffentlichkeit als Opfer einer Entführung am 9. Juni 2008 bekannt.

## Biografie
Mylonas schloss ein Mathematikstudium an der Aristoteles-Universität Thessaloniki und studierte Betriebswirtschaft an der Universität von Makedonien. Er schloss ferner ein Zusatzstudium an der London School of Economics in Marktforschung mit dem Master of Science (M.Sc.) ab und war als wissenschaftlicher Assistent auf dem Gebiet der Systemanalyse an der Universität Göttingen tätig.
Mylonas ist verheiratet und hat drei Kinder.

## Unternehmerische Tätigkeit
Mylonas ist Vorstandsvorsitzender der ALUMIL Milonas S.A., einer mehrheitlich im Besitz seiner Familie befindlichen Aktiengesellschaft und damit Chef der ALUMIL-Gruppe, eines auf dem Gebiet der Herstellung von Aluminium-Halbzeug bedeutenden Konzerns. Unter seiner Leitung verzeichnete die Unternehmensgruppe, die stark exportorientiert ist und insbesondere in den Balkan-Ländern zahlreiche Tochtergesellschaften und Geschäftsbeziehungen unterhält, in den vergangenen Jahren ein dynamisches Wachstum.
Seit 2005 ist Mylonas Präsident des nordgriechischen Industrieverbandes, ferner ist er Vizepräsident des Exporteur-Verbandes von Nordgriechenland und Vizepräsident des Verbands der aluminiumverarbeitenden Industrie.

## Entführung
In der Nacht zum 10. Juni 2008 wurde Mylonas von bewaffneten Tätern entführt, als er mit seiner Frau kurz vor Mitternacht zu seinem Haus in Panorama bei Thessaloniki zurückkehrte. Nach Presseberichten verlangten die Entführer für seine Freilassung ein Lösegeld von 30 Millionen Euro. Am 23. Juni 2008 ließen sie Mylonas nach Zahlung eines Lösegelds wieder frei, dessen Höhe – wiederum nach unbestätigten Presseberichten – 12 Millionen Euro betragen haben soll. Mylonas kündigte daraufhin zunächst seinen Rücktritt vom Vorsitz des Nordgriechischen Industrieverbandes an, um mehr Zeit mit seiner Familie zu verbringen, will jedoch nach neueren Äußerungen bis 2009 in diesem Amt bleiben.
Vier Verdächtige wurden ein paar Wochen später verhaftet. Unter ihnen befand sich Vasilis Paleokostas, einer der meistgesuchten Verbrecher des Landes. Er war 2006 mit Hilfe eines Hubschraubers aus einem Hochsicherheitsgefängnis in Athen geflohen.